# Internazionali d'Italia 1931
Gli Internazionali d'Italia 1931 sono stati un torneo di tennis giocato sulla terra rossa. È stata la 2ª edizione degli Internazionali d'Italia. Sia il torneo maschile sia quello femminile si sono giocati a Milano in Italia.

## Campioni

### Singolare maschile
Pat Hughes ha battuto in finale  Henri Cochet con il punteggio di 6–4, 6–3, 6–2

### Singolare femminile
Lucia Valerio  ha battuto in finale  Dorothy Andrus con il punteggio di 2–6, 6–2, 6–2

### Doppio maschile
Pat Hughes /  Alberto Del Bono  hanno battuto in finale   Henri Cochet /  André Merlin  3–6, 8–6, 4–6, 6–4, 6–3

### Doppio femminile
Anna Luzzatti /  Rosetta Gagliardi  hanno battuto in finale  Dorothy Andrus /  Lucia Valerio con il punteggio di 6–3, 1–6, 6–3

### Doppio misto
Lucia Valerio /  Pat Hughes  hanno battuto in finale  Dorothy Andrus /  Alberto Del Bono  6–0, 6–1